# Villaggio UNRRA
Villaggio UNRRA è un rione periferico della II circoscrizione del comune di Messina, posto tra il rione di Contesse e la foce del torrente San Filippo.

## Il toponimo
Il suo nome è la sigla abbreviata di United Nations Relief and Rehabilitation Administration, cioè Amministrazione delle Nazioni Unite per l'Assistenza e la Riabilitazione delle zone danneggiate dalla guerra.

## Storia
I lavori di costruzione del rione iniziarono subito dopo la Seconda guerra mondiale e nel 1960 vennero assegnate le case agli aventi diritto.
Il progettista fu Michele Valori, architetto di grande rigore, urbanista illuminato e docente che operò soprattutto nel Lazio e in Sicilia.
Costruito secondo i criteri urbanistici americani dell'epoca, il villaggio è formato da una serie di abitazioni a schiera, poste su due piani. In ogni veranda erano state messe a dimora piante di gelsomino bianco, mentre sul lato posteriore della casa era stato lasciato un piccolo orto.
Le strade erano ampie e con marciapiede (in un'epoca nella quale il marciapiede era solo una prerogativa del centro cittadino). Illuminazione pubblica era costituita da lampioni con lampade a mercurio. Al centro del villaggio c'era la "zona commerciale" adibita a botteghe.
Nel 1968 il comune di Messina costruì nella parte alta del villaggio confinante con la via Consolare Valeria, un grosso blocco di case di edilizia popolare il cui stile architettonico stonava totalmente con quello del villaggio UNRRA.
Solo verso la fine degli anni '70 il comune provvide a costruire il plesso scolastico resosi necessario dall'incremento demografico raggiunto dal rione.

## Viabilità e trasporto pubblico
Le vie interne del rione ricordano le tre nobildonne che diedero il nome al villaggio di Contesse: Beatrice,Eleonora e Violante.
Il rione è collegato al centro cittadino dalla linea ATM n°15 (Piazza Dante-Vill.Unrra)

## Attività economiche
È sede di depositi di ditte di trasporto merci.

## Società sportive
Futura Unrra, società di volley femminile sorta nel 1977 e partecipante ai campionati nazionali di Serie C1 e B1.

## Chiesa
La chiesa è intitolata alla Madonna della Pace.